# Бычок-кнут
Бычок-кнут, или мартовик, или бычок-жаба (лат. Mesogobius batrachocephalus) — вид лучепёрых рыб семейства бычковых.
Естественный ареал охватывает прибрежные морские воды Чёрного и Азовского морей Болгарии, Грузии, Румынии и Украины. Обитает в Босфоре (отмечен в бухте Балта-лиман), оз. Варненском, Керченском проливе, лиманах: Березанский, Григорьевский, Тилигульский, Днестровский, Днепровско-Бугский, Молочный, Сиваш. В низовьях Южного Буга, в р. Днепр от Дельты до Киевского водохранилища, р. Дунай, р, Дон.
Бычок-кнут обитает в прибрежных водах, лиманах, солоноватых и пресных лагунах Чёрного и Азовского морей. Длина достигает 35—40 см при весе до 600 г. Живёт до восьми лет.
Предпочитает песчаные и каменистые субстраты, где питается преимущественно мелкими рыбами.

## Размножение
Впервые созревает на третьем году жизни, нерестится в феврале — мае, один раз в год. Откладывает икру между камнями. Икра крупная, размер 5,2 × 2,6 мм. Плодовитость варьируется от 1,8 до 10,1 тыс. икринок, зависит от размера самок. Самцы охраняют кладку.